# Cubana trinitatis
Cubana trinitatis är en insektsart som beskrevs av Myers 1928. Cubana trinitatis ingår i släktet Cubana och familjen kilstritar.
Artens utbredningsområde är Kuba. Inga underarter finns listade i Catalogue of Life.